# 阿曼达·凯塞尔
阿曼达·凯塞尔（英語：Amanda Kessel，1991年8月28日—），美国女子冰球运动员。她曾代表美国国家队参加2014年、2018年和2022年冬季奥林匹克运动会冰球比赛，获得一枚金牌和二枚银牌。